# Bash (хэш-функция)
Bash — государственный стандарт, описывающий алгоритмы хэширования стандартизированные в Республики Беларусь. Полное название стандарта — СТБ 34.101.77-2016 «Информационные технологии и безопасность. Алгоритмы хэширования».

## Описание

### Назначение
Настоящий стандарт определяет семейство криптографических алгоритмов хэширования, предназначенных для контроля целостности и необратимого сжатия данных. Обрабатываемыми данными являются двоичные слова (сообщения).
Алгоритм хэширования по сообщению произвольной длины строит хэш-значение — слово фиксированной длины. Стороны могут организовать контроль целостности сообщений путем сравнения их хэш-значений с достоверными контрольными хэш-значениями. Изменение сообщения с высокой вероятностью приводит к изменению соответствующего хэш-значения, и поэтому хэш-значения могут использоваться вместо самих сообщений, например в системах ЭЦП.

Алгоритмы хэширования могут дополнительно использоваться при построении систем имитозащиты, генераторов случайных и псевдослучайных чисел, протоколов аутентификации, доказательств вычислительной работы и др.
Примечание:

Алгоритм хэширования установлен также в СТБ 34.101.31. Переход от алгоритма СТБ 34.101.31 к алгоритмам настоящего стандарта позволит увеличить скорость хэширования по крайней мере на паритетном уровне стойкости и на 64-разрядных аппаратных платформах. Кроме этого, алгоритмы хэширования настоящего стандарта поддерживают все три уровня стойкости алгоритмов ЭЦП, определенных в СТБ 34.101.45, в то время как алгоритм СТБ 34.101.31 поддерживает только первый уровень.

### Шаговая функция
Алгоритмы хэширования построены по схеме sponge (губка). Ядром схемы является шаговая функция, которая определяет сложное биективное преобразование слов большой длины.
В настоящем стандарте шаговая функция действует на слова длины 1536. Действие задается алгоритмом bash-f.
Шаговая функция bash-f имеет самостоятельное значение и может использоваться за пределами настоящего стандарта для построения других криптографических алгоритмов.

### Уровень стойкости
Алгоритмы хэширования настоящего стандарта отличаются уровнем стойкости 𝑙. Это натуральное число, кратное 16 и не превосходящее 256. Алгоритм уровня 𝑙 вычисляет хэш-значения длины 2𝑙, обрабатывая входные слова блоками длины 1536 − 4𝑙. Уровни 𝑙 = 128, 𝑙 = 192 и 𝑙 = 256 являются стандартными, им следует отдавать предпочтение.
При выборе 𝑙 следует учитывать, что для определения сообщения с заданным хэш-значением требуется выполнить порядка {\displaystyle 2^{2l}} операций, а для определения двух различных сообщений с одинаковыми хэш-значениями требуется выполнить порядка {\displaystyle 2^{l}} операций.
Следует учитывать также, что с ростом 𝑙, кроме повышения стойкости, снижается быстродействие алгоритмов. В частности, хэширование на уровне 𝑙 = 256 выполняется примерно в 2 раза медленнее, чем на уровне 𝑙 = 128.

### Хэш-значение
Длина хэш-значения регулируется уровнем стойкости 𝑙. Если при фиксированном 𝑙 требуются не все, а 𝑛 < 2𝑙 символов хэш-значения, то должны использоваться первые 𝑛 символов.
Все обозначение определены в стандарте (раздел 4).

## Вспомогательные алгоритмы

### Алгоритм bash-s[3]

#### Входные и выходные данные
Входными данными алгоритма bash-s являются слова {\displaystyle W_{0},W_{1},W_{2}\in {\{0,1\}}^{64}} и числа {\displaystyle m_{1},n_{1},m_{2},n_{2}\in \{1,2,...,63\}}. Выходными данными являются преобразованные слова {\displaystyle W_{0},W_{1},W_{2}.}

#### Переменные
Используются переменные {\displaystyle T_{0},T_{1},T_{2}\in \{0,1\}^{64}}.

#### Шаги алгоритма
Преобразование слов {\displaystyle W_{0},W_{1},W_{2}} состоит в выполнении следующих шагов:
1. {\displaystyle T_{0}\leftarrow RotHi^{m_{1}}(W_{0})}
2. {\displaystyle W_{0}\leftarrow W_{0}\oplus W_{1}\oplus W_{2}}
3. {\displaystyle T_{1}\leftarrow W_{1}\oplus RotHi^{n_{1}}(W_{0})}
4. {\displaystyle W_{1}\leftarrow T_{0}\oplus T_{1}}
5. {\displaystyle W_{2}\leftarrow W_{2}\oplus RotHi^{m_{2}}(W_{2})\oplus RotHi^{n_{2}}(T_{1})}
6. {\displaystyle T_{0}\leftarrow \urcorner W_{2}}
7. {\displaystyle T_{1}\leftarrow W_{0}\vee W_{2}}
8. {\displaystyle T_{2}\leftarrow W_{0}\land W_{1}}
9. {\displaystyle T_{0}\leftarrow T_{0}\vee W_{1}}
10. {\displaystyle W_{1}\leftarrow W_{1}\oplus T_{1}}
11. {\displaystyle W_{2}\leftarrow W_{2}\oplus T_{2}}
12. {\displaystyle W_{0}\leftarrow W_{0}\oplus T_{0}}
13. Возвратить {\displaystyle (W_{0},W_{1},W_{2})}

### Алгоритм bash-f[4]

#### Входные и выходные данные
Входными данными алгоритма bash-f является слово {\displaystyle S\in \{0,1\}^{1536}} .
Выходными данными является преобразованное слово 𝑆.
Слово 𝑆 записывается в виде {\displaystyle S=S_{0}||S_{1}||...||S_{23},S_{i}\in \{0,1\}^{64}}

#### Переменные
Используются переменные {\displaystyle C\in \{0,1\}^{64}} и {\displaystyle m_{1},n_{1},m_{2},n_{2}\in \{1,2,...,63\}}

#### Шаги алгоритма
Преобразование слова 𝑆 состоит в выполнении следующих шагов:
1. {\displaystyle C\leftarrow {B194BAC80A08F53B}_{16}}.
2. Для i = 1, 2,…, 24 выполнить:
1) {\displaystyle (m_{1},n_{1},m_{2},n_{2})\leftarrow (8,53,14,1)};
2) для j = 0, 1,…, 7:
a){\displaystyle (S_{j},S_{8+j},S_{16+j})\leftarrow bash-s(S_{j},S_{8+j},S_{16+j},m_{1},n_{1},m_{2},n_{2})};
b){\displaystyle (m_{1},n_{1},m_{2},n_{2})\leftarrow (7m_{1}\ mod\ 64,7n_{1}\ mod\ 64,7m_{2}\ mod\ 64,7n_{2}\ mod\ 64)};
3) {\displaystyle S\leftarrow S_{15}||S_{10}||S_{9}||S_{12}||S_{11}||S_{14}||S_{13}||S_{8}||S_{17}||S_{16}||S_{19}||S_{18}||S_{21}||S_{20}||S_{23}||S_{22}||S_{6}||S_{3}||S_{0}||S_{5}||S_{2}||S_{7}||S_{4}||S_{1}}
4) {\displaystyle S_{23}\leftarrow S_{23}\oplus C};
5) если {\displaystyle {\overline {C}}} — четное, то {\displaystyle C\leftarrow ShLo(C)};
иначе {\displaystyle C\leftarrow ShLo(C)\oplus {AED8E07F99E12BDC}_{16}}.
3. Возвратить S.

## Алгоритмыхэширования[5]

### Входные и выходные данные
Входными данными алгоритма хэширования уровня стойкости 𝑙 является сообщение {\displaystyle X\in \{0,1\}^{*}}
Выходными данными является слово {\displaystyle Y\in \{0,1\}^{2l}} — хэш-значение сообщения {\displaystyle X}.

### Вспомогательные преобразования и переменные
Используются алгоритм bash-f, и переменная {\displaystyle S\in \{0,1\}^{1536}}

### Шаги алгоритма
Хэширование сообщения {\displaystyle X} на уровне стойкости 𝑙 состоит в выполнении следующих шагов:
1. Дописать к {\displaystyle X} сначала слово {\displaystyle 01}, а затем {\displaystyle t} символов {\displaystyle 0}, где {\displaystyle t} — минимальное неотрицательное целое, для которого {\displaystyle |X|+2+t} кратно {\displaystyle 1536-4l}.
2. Полученное слово {\displaystyle X||01||0^{t}} записать в виде {\displaystyle X_{1}||X_{2}||X_{n},X_{i}\in \{0,1\}^{1536-4l}}
3. {\displaystyle S\leftarrow 0^{1472}||\left\langle l/4\right\rangle _{64}}.
4. Для i = 1, 2,…, n выполнить:
1) {\displaystyle Lo_{1536-4l}(S)\leftarrow X_{i}};
2) {\displaystyle S\leftarrow } bash-f{\displaystyle (S)}.
5. {\displaystyle Y\leftarrow Lo_{2l}(S)}
6. Возвратить {\displaystyle Y}.